# Pierre Bouvier
Pierre Bouvier (Montreal, 9 de Maio de 1979) é o vocalista da banda canadense Simple Plan. Antes de se juntar a esta banda, fez parte de uma outra chamada Reset, onde permaneceu durante sua adolescência.

## Biografia
Filho de uma Pedagoga e de um ex-membro de uma banda, Pierre Bouvier descobriu cedo que a sua paixão era a música. Apesar de, para alegria dos pais, querer ser biólogo marinho quando era mais novo, Pierre começou a ter lições de piano bem cedo e pelos 9 anos começou a tocar guitarra. Quando tinha 13 anos formou a sua primeira banda, os Roach (que mais tarde se viriam a chamar Reset) com mais 3 amigos do liceu: Chuck Comeau, Phillipe Joliecoeur e J.S. Boileau.
A banda lançou dois álbuns e teve um sucesso modesto no Canadá, mas em 1998, Chuck Comeau e J.S. Boileau abandonaram a banda para seguirem para a universidade, deixando Bouvier e Jolicoeur sozinhos a meio da produção do segundo álbum da banda. Depois de encontrarem um substituto para o lugar da bateria, conseguiram terminar o álbum e a banda continuou com uma agenda de concertos considerável. Mas, mesmo assim, o dinheiro continuava a escassear e Pierre viu-se obrigado a arranjar um emprego como cozinheiro em um restaurante de frangos de churrasco e a seguir para a universidade. Apesar de tudo, a estadia na universidade durou apenas meio semestre já que, nos finais de 1999, encontrou um velho amigo, Chuck Comeau, num concerto dos Sugar Ray em Montreal. Este, que tinha desistido da Universidade e estava numa nova banda, andava á procura de um vocalista e prometeu que o alimentaria se ele se juntasse à banda.
Na altura, Pierre ainda era vocalista dos Reset, mas foi ver os ensaios desta nova banda e gostou do que ouviu. Então decidiu aceitar o convite e juntar-se à nova banda. Durante algum tempo, tentou conciliar os Reset com os Simple Plan, mas, eventualmente, por não conseguir conciliar as suas bandas, devido a conflitos com o novo baterista e por não acreditar no sucesso daquela banda, acabou por desistir dos Reset.
Com esta decisão, começou a dedicar-se a 100% a esta nova banda e a redescobrir a razão pela qual queria fazer da música a sua vida. Apesar de os Simple Plan estarem a enfrentar muitos problemas (falta de dinheiro, a recusa de várias editoras...) Pierre continuava a divertir-se e a achar que aquilo era a melhor coisa do mundo e estava a fazer isso na companhia dos seus melhores amigos.
No entanto em 2001 sentiu-se realmente realizado quando, depois de 2 anos de tentativas, a banda finalmente conseguiu um contrato com a Lava Records, uma sub-divisão da poderosa Warner Bros.. Finalmente, depois de todas as discussões, horas de trabalho e digressões, o seu sonho de criança tinha "pernas para andar". Com o lançamento do primeiro álbum da banda, teve a oportunidade de viajar pelo mundo a fazer aquilo que mais adora: tocar música.

## Vida pessoal
Em 2007 pediu sua namorada Lachelle Farrar em casamento em um restaurante no Rio de Janeiro.
Casou-se e atualmente tem duas filhas, Lennon Rose que nasceu em 2011 e Soren que nasceu em 2013.

## Televisão
Foi VJ do programa Damage Control que fazia parte da grade de programação da MTV americana, programa este cancelado após duas temporadas.
Ele e a banda fizeram participação especial no filme "No Pique de Nova York" (New York Minute) protagonizado pelas irmãs Mary Kate Olsen, Ashley Olsen e pelo ator Jared Padalecki.
No Brasil, a banda de Pierre Bouvier se apresentou no Rio, São Paulo, Belo Horizonte e fez um show na casa do Big Brother Brasil 7.